# اسمیلاکس دریایی
اسمیلاکس دریایی (نام علمی: Smilax maritima) نام یک گونه از سرده ازملک است.